# Pellengér

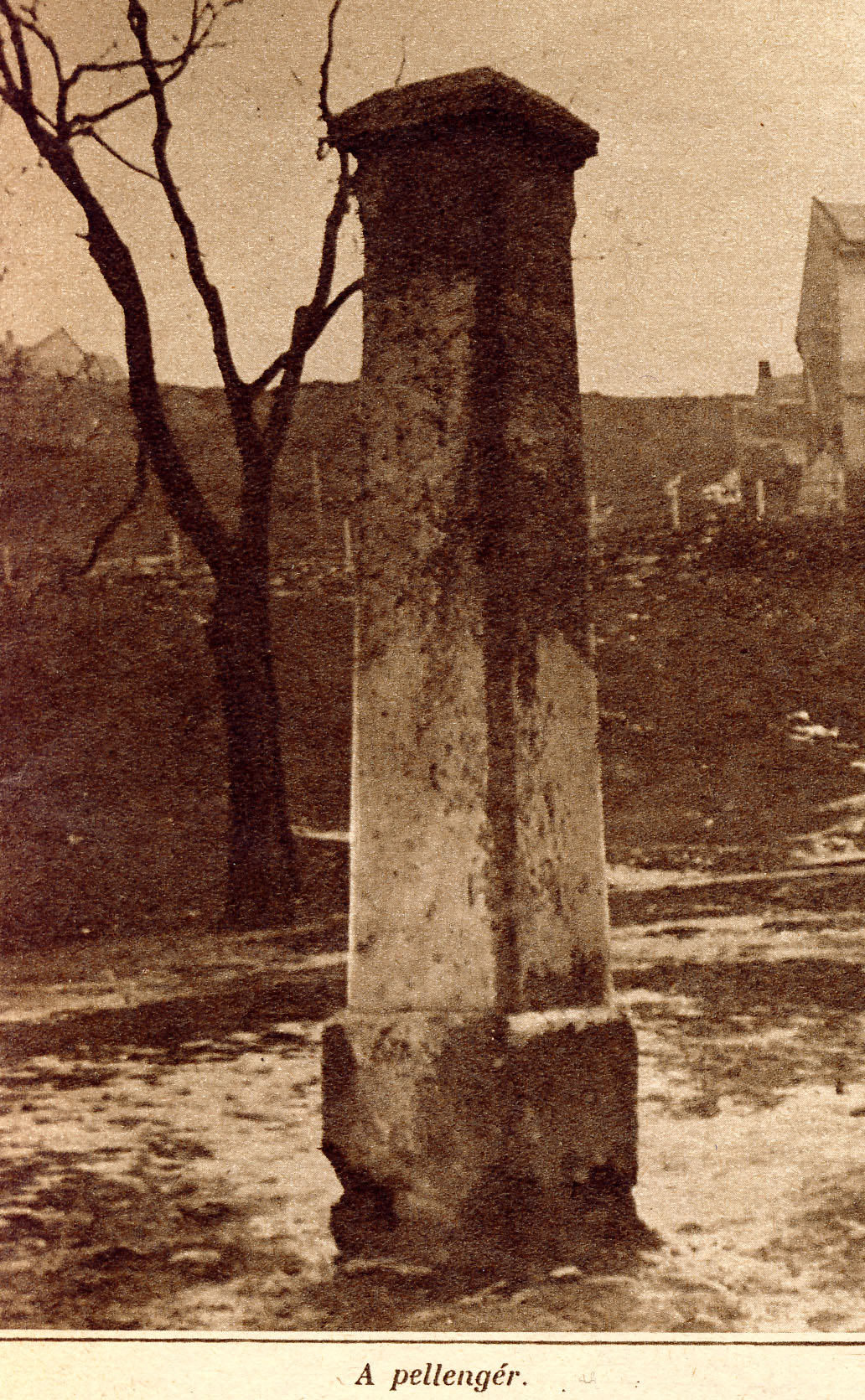
A Tabánban a Fehér Sas téren állt évszázadokig a pellengér. Az alsó perem magasságában volt a széles deszka-állvány, oda kötötték ki kalodába a bűnösöket, közszemlére kitéve őket, s a kőoszlopra akasztották ki a cédulát, amelyen mindenki olvashatta, hogy milyen bűnt követett el a kipellengérezett

A pellengér (szégyenfa) a középkorban elterjedt megszégyenítő büntetési eszköz, amelynek nevelő-elrettentő-visszatartó ereje a nyilvánosságban rejlett. Magyar és német területen általában kőből készült dobogóból  és a rajta elhelyezett oszlopból áll, amelyhez hozzákötözték az elítéltet.

## Etimológia
A nyugati nyelvekben használt neve a középkori latin pilloria szóból származhat, ami valószínűleg az „oszlop, kőakadály” jelentésű pila szó diminutív (kicsinyített) alakja.
A magyar pellengér szó a német pranger-ből ered.

## Egyéb elnevezései
Szégyenoszlop, szégyenkő, bitófa, cégér, pelengér, pilinger, pillinger, perrengér, pölöngér.

## Alkalmazása
Az ú. n. kipellengérezés a középkori városi jogszolgáltatás körében alkalmazott megszégyenítő büntetés volt. Rendszerint csekélyebb bűncselekmények (apró lopások, káromkodás) miatt alkalmazták  vagy a városi elöljáróság rágalmazóit vagy a feslett életű nőket büntették így.
A büntetés végrehajtása a magyarországi újkorban akként történt, hogy az elítéltet több vasárnapon a piacon fölállított szégyenfához vagy kőből készült szégyenoszlophoz láncolták, a nyakába követ vagy táblát akasztottak, amelyre az általa elkövetett bűncselekményt följegyezték. Gyakran botbüntetéssel vagy kővel való megdobálással volt egybekötve.
Ugyancsak a pellengér előtt hajtotta végre a hóhér a lefejezést vagy a vesszőzést is.

## Történet
Magyarország német nyelvű területein a 13. században jelent meg. Az országban alkalmazott gyakorlat e német városokból terjedt el. V. Károly 1532. évi törvénykönyve után széles körben használták.
Magyarországon II. József tiltotta be az alkalmazását.

## Fennmaradt pellengérek
Magyarországon: Fertőrákoson, Monyorókeréken.
Szlovákiában például: Alsódióson, az Árvai várban, Cseklészen, Gellén, Jókőn, Máriatölgyesen, Nyárasdon, Nyékvárkonyban, Óturán, Pozsonyban, Pöstyénben, Stomfán, Szárazpatakon, Szencen, Szkároson, Szucsányban, Tarnócon, Újvároskán.
Poznańban és Bonnban.

## Kifejezésekben
Több kifejezésünk őrzi a pellengér emlékét, így
- kipellengérez,
- pellengérre állít (megszégyenít).[10]

## Használata a 20. századi Kínában
A  pellengérre állítás híres, a világsajtót bejárt esetei történtek Kínában a kulturális forradalom (1966–1976) első éveiben. Ekkor  a Mao Ce-tung által elindított terror részeként a vörösgárdista fiatalok számos értelmiségit, köztük egyetemi tanárokat tettek közszemlére köztereken, nyilvános helyeken, nyakukban szégyentáblával.